# Angel City (Album)
Angel City ist ein Jazzalbum des Roscoe Mitchell Trio. Die am 23. und 24. November 2012 in der Jeannik Méquet Littlefield Concert Hall des Mills College in Oakland entstandenen Aufnahmen erschienen am 15. Dezember 2014 auf RogueArt.

## Hintergrund
Im Laufe seiner Karriere hat der Chicagoer Multiinstrumentalist und Komponist Roscoe Mitchell zwei Schlüsselpolaritäten untersucht. Mehr als die meisten anderen konzentrierte er sich auf die Spannungen zwischen Klang und Stille sowie Komposition und Improvisation. Bei Angel City, einem fortlaufenden 55-minütigen Opus, das 2012 an zwei Tagen am Mills College in Oakland aufgenommen wurde, wo Mitchell als Musikprofessor lehrte, ist die Interaktion zwischen diesen Gegensätzen bestimmend. An der Seite Mitchells spielten seine Fakultätskollegen James Fei und William Winant.
Mitchell hatte Angel City für das Angel City Jazz Festival 2011 in Los Angeles geschrieben und nutzte dabei ein Orchesterspektrum an Klangfarben, wobei sowohl Mitchell als auch Fei die gesamte Bandbreite an Saxophonen nutzten, von Sopranino bis Bass-, B-Bass- und Kontrabassklarinetten sowie Barockflöten und Bassflöte sowie Feis analoge Elektronik. Winants Instrumentarium vervollständigt die Klangpalette mit Pauken und Basstrommel, Marimba, Glocken, Gong, Snaredrum und dem kompletten Schlagwerkarsenal.

## Titelliste
- Roscoe Mitchell Trio: Angel City (RogueArt ROG-0061)[2]

1. Angel City	55:12

Die Komposition stammt von Roscoe Mitchell.

## Rezeption
Zuweilen erinnere das Stück an die Anmutung einiger früher AACM-Stücke, wobei Mitchells eigene LP Sound (Delmark, 1966) besonders in den Sinn komme, mit der Verwendung weitläufiger Räume, dem Austausch, dem Fehlen rhythmischer Bewegung und der ständig wechselnden Instrumentierung, schrieb John Sharpe in All About Jazz. Mitchell und Fei seien Meister der Saxophon-Extreme, und davon gebe es viele. Ausgedehnte Passagen mit Zirkularatmung würden zum Repertoire beider Musiker gehören, und sie setzten diese Fähigkeit hier ein, um lange anhaltende Töne und Drones zu liefern. In ähnlicher Weise drehe sich Winants Rolle in erster Linie um Klangfarbe und Textur und nicht um Schwung, und er verfüge über eine ganze Reihe von Instrumenten, darunter gestimmte Schlaginstrumente wie Röhrenglocken und Marimba. Für diejenigen, die sich die Mühe des Zuhörens machen, schaffe Mitchell eine Reihe seltsamer und faszinierender Klanglandschaften, aber für den Gelegenheitshörer könnte die Reise zu entmutigend sein.
In weniger guten Händen hätte dies leicht zu einer episodischen Angelegenheit führen können, meint Michael Rosenstein (Point of Departure), doch die drei Musiker würden durchgehend einen gemeinsamen Fokus beibehalten. Mitchells strukturalistische Abstraktionen seien gut gelungen, und dieses Album sei eine gewinnende Ergänzung.